# Gutensteiner Alperne
Gutensteiner Alperne (tysk: Gutensteiner Alpen) er en bjergkæde i Østalperne i Centraleuropa, i den nordøstlige del af de Nordlige Kalkalper, der når højder på over over 1.000 moh.

## Topografi
Gutensteiner Alperne adskilles fra Wienerwald af dalene til floderne Gölsen og Triesting. Mod øst går de ned til Wienerbækkenet. Grænserne mod syd til Rax-Schneeberg Gruppen dannes af dalen til Sierningbach mellem byerne Ternitz og Puchberg am Schneeberg, og Voisbach og Schwarzadalene. Mod vest, fra Seebach, en bæk i nærheden af St. Aegyd am Neuwalde, går grænsen til Türnitzer Alperne langs floderne Unrechttraisen og Traisen.
De højeste bjerge i Gutensteiner Alperne er, fra vest mod øst:
- Kloster-Hinteralpen (1.311 moh.) og Muckenkogel (1.248 m)
- Reisalpe (1.399 m) og Hochstaff (1.305 m)
- Handlesberg (1.370 m) i nærheden af Schwarzau im Gebirge
- Jochart (1.266 m)
- Unterberg (1.342 m)
- Katharinenschlag (1.222 m) og Schober (1.213 m) ved Dürre Wand
- Plackles (1.132 m) ved Hohe Wand

I nærheden af Ebenwald, i kommunen Kleinzell, ligger det nordligste bjerg over 1.000 meter i Alperne: Sengenebenberg på 1.104 moh.
Den østlige del af Gutensteiner Alperne er delt af dalen til floden Piesting. Andre vigtige floder er Traisen mod vest , Gölsen og Triesting i nord og Schwarza syd for bjergkæden.